# Neutralisationstest
Der Neutralisationstest (NT) ist eine Variante des Plaque-Assays, mit dem neutralisierende Antikörper gegen bestimmte Viren im Serum eines Patienten oder eines Impflings nachgewiesen werden können. 

## Prinzip
Durch Bindung von Antikörpern an die Oberfläche des Virus wird dessen Aufnahme in die Zelle verhindert, so dass es zu keiner Vermehrung mehr kommen kann und die Anzahl an Plaques in einer Zellkultur reduziert wird. Daher bezeichnet man den Neutralisationstest auch als Plaque-Reduktions-Assay.
Neutralisierende Antikörper sind Antikörper, welche die Aufnahme eines Virus in eine Zelle blockieren können. Konzentrationsabhängig werden durch die neutralisierenden Antikörper alle Stellen blockiert, die an Zellen binden. Im Neutralisationstest werden nur neutralisierende Antikörper erfasst. Neutralisierende Antikörper, die gegen mehrere Virusstämme wirken, werden als breitneutralisierende Antikörper bezeichnet, z. B. breitneutralisierende Anti-HIV-Antikörper oder breitneutralisierende Anti-IAV-Antikörper, und können ebenso im Neutralisationstest gemessen werden.
Der Neutralisationstest kann auch zur Konzentrationsbestimmung von Zellgiften (darunter verschiedene Toxine unterschiedlichen Ursprungs) verwendet werden, gegen die funktionshemmende Antikörper gebildet werden.

## Ablauf
Eine bekannte Menge an Virionen wird zu einer Zellkultur gegeben. Es kommt auf Grund des zytopathischen Effekts des Virus zu einer Zellzerstörung. In weiteren Ansätzen werden Viren und Patientenserum oder Verdünnungen davon zur Zellkultur gegeben. Sind im Serum ausreichend neutralisierende Antikörper gegen dieses Virus vorhanden, so wird der zytopathische Effekt vermindert und die Zellen der Kultur bleiben intakt. Wie beim Plaque-Assay werden die abgelösten Stellen des Zellrasens in Zellkultur gezählt. Zur Bestimmung des Antikörpertiters wird das Patientenserum in unterschiedlichen Kulturen mehr und mehr verdünnt (1:2, 1:4, 1:8 usw.). Als Titer wird die letzte Verdünnung bezeichnet, bei der mehr als 50 % des Zellrasens erhalten bleibt.

## Stellenwert in der medizinischen Routine
Der Neutralisationstest ist ein sehr aufwändiges und langwieriges Verfahren, da Geräte für eine Zellkultur benötigt werden und der Test üblicherweise mehrere Tage dauert. Weiterhin bestehen bei pathogenen Viren erhöhte Anforderungen an die Sicherheitsstufe des Labors, da mit nativem Virus gearbeitet wird. Ebenso erfordern Zellkulturen ein weitaus größeres Maß an Arbeitsaufwand und Erfahrung als die Nutzung vorgefertigter Test-Kits.
Die Spezifität der Neutralisationsreaktion wird jedoch von keinem automatisierten Immunassay erreicht, weshalb der NT vielfach als Referenztest für die Qualitätskontrolle verwendet wird. Bei der Suche nach neutralisierenden Antikörpern ist der Neutralisationstest alternativlos.